# 마야 오스타셰프스카
마야 오스타셰프스카(Maja Ostaszewska, 1972년 9월 3일 ~ )는 폴란드의 배우이다. 폴란드 영화상 여우주연상 2회(2015, 16) 수상자이다.

## 출연 작품
- 마그네슘 (2020)
- 첫눈이 사라졌다 (2020)
- 바디 (2015)
- 잭 스트롱 (2014)
- 인 더 네임 오브 (2013)
- 더 커레이저스 하트 오브 이레나 센들러 (2009)
- 하우 머치 더즈 더 트로얀 호스 웨이? (2008)
- 카틴 (2007)
- 웨어 에스키모스 리브 (2002)
- 피아니스트 (2002)
- 쉰들러 리스트 (1993)